# Trichopeltarion alcocki
Trichopeltarion alcocki is een krabbensoort uit de familie van de Trichopeltariidae. De wetenschappelijke naam van de soort is voor het eerst geldig gepubliceerd in 1903 door Doflein, in Chun.